# Каньйон Кандор
Каньйон Кандор (лат. Candor Chasma)  є одним з найбільших каньйонів у системі каньйонів Valles Marineris на планеті Марс. Ця деталь рельєфу географічно поділена на дві половини: східний і західний каньйони Кандор, відповідно. Незрозуміло, як каньйон початково утворився; одна теорія полягає в тому, що він розширився і поглибився внаслідок тектонічних процесів, подібних до тих, які спричиняють утворення грабенів, тоді як інша теорія висловлює припущення, що він утворився внаслідок підповерхневої водної ерозії, на кшталт тієї, в результаті якої формуються карсти. MRO виявив у каньйоні Кандор сульфати, гідровані сульфати, і оксиди заліза.
| |
| Мапа квадрангла Coprates quadrangle, що демонструє деталі Valles Marineris — найбільшої системи каньйонів у Сонячній системі. Деякі з цих каньйонів колись могли бути наповненими водою. Каньйон Кандор розташований у центрі. |

|                                                   |
| Тектонічні розломи у Candor Chasma, знімок HiRISE |

| |
| Канали на плато Кандор, знімок HiRISE. Розташування — квадрангл Coprates. Клацніть на зображенні, щоб побачити велику кількість малих, відгалужених каналів, які є вагомою ознакою тривалих потоків рідини. |